# Raoul Stojsavljevic
Raoul Stojsavljevic, avstro-ogrski častnik, vojaški pilot in letalski as, * 28. julij 1887, Innsbruck, † 2. september 1930 (KIFA).
Stotnik Stojsavljevic je v svoji vojaški službi dosegel 10 zračnih zmag.

## Življenjepis
Med prvo svetovno vojno je bil pripadnik Flik 16 in Flik 37.